# Сибиряк (Чистоозёрный район)
Сибиряк — упразднённая деревня в Чистоозёрном районе Новосибирской области. Входила в состав Прибрежного сельсовета. Ликвидирована в 2006 г.